# Jonas Malvy Fleury
Jonas Malvy Fleury (8 maart 1992) is een Belgische voetballer die anno 2011 uitkomt voor KV Kortrijk. 
Op 2 februari 2011 maakte Malvy Fleury zijn debuut in de eerste klasse in de uitwedstrijd tegen KV Mechelen. De match eindigde op een 1-1 gelijkspel.

## Statistieken
| Seizoen | Club        | Land   | Reeks          | Wed | Goals |
| ------- | ----------- | ------ | -------------- | --- | ----- |
| 2010/11 | KV Kortrijk | België | Jupiler League | 1   | 0     |
| 2011/12 | KV Kortrijk | België | Jupiler League | 1   | 0     |
|         |             |        | Totaal         | 2   | 0     |